# Facteur Stuart
Le facteur X, aussi connu par l'éponyme, facteur Stuart ou facteur de Stuart-Prower est une enzyme (EC 3.4.21.6) de la cascade de coagulation. Il s'agit d'une protéase à sérine (peptidase du groupe S1).
Le facteur X peut être activé soit par le facteur IX (et son cofacteur VIII), soit par le facteur VII (et son cofacteur le facteur tissulaire). Il est par conséquent le premier facteur impliqué dans la voie finale commune de la cascade de coagulation.
Le facteur Xa est la forme activée du facteur X, par son action clivante il active la prothrombine (facteur II) en thrombine (facteur IIa). Couplé à la forme activée du facteur V, il forme la prothrombinase.
Son gène est F10 situé sur le chromosome 13 humain.

## Pathologies associées

### Déficit constitutionnel
Le déficit congénital en facteur X est une maladie héréditaire rare et de sévérité variable pouvant se manifester par des hémorragies à tout âge de la vie.

### Déficit acquis
Le déficit en facteur X peut également être acquis, notamment en cas d'amylose AL.

## Implications thérapeutiques
Le facteur Xa est inhibé par certains anticoagulants oraux directs tels que le rivaroxaban, l'apixaban ou l'edoxaban.